# 沃倫山麓冰川
70°0′S 68°15′W / 70.000°S 68.250°W
沃倫山麓冰川（英語：Warren Ice Piedmont）是南極洲的冰川，位於帕爾默地西部，處於特勒弗斯山脈以西，北面是特默納斯冰原島峰，南面是里利冰川，海拔高度1,465米。